# 伯塔蘭峰
伯塔蘭峰（英語：Bertalan Peak）是南極洲的山峰，座標72°4′S 167°8′E，位於維多利亞地的博克格雷溫克海岸，屬於勝利山脈的一部分，處於蒙特奇冰川源頭西北面，海拔高度2,320米（7,600英尺），美國地質調查局根據測量和該國海軍的空中照片繪入地圖，現時由南極條約體系管理。